# Pisklę jednodniowe

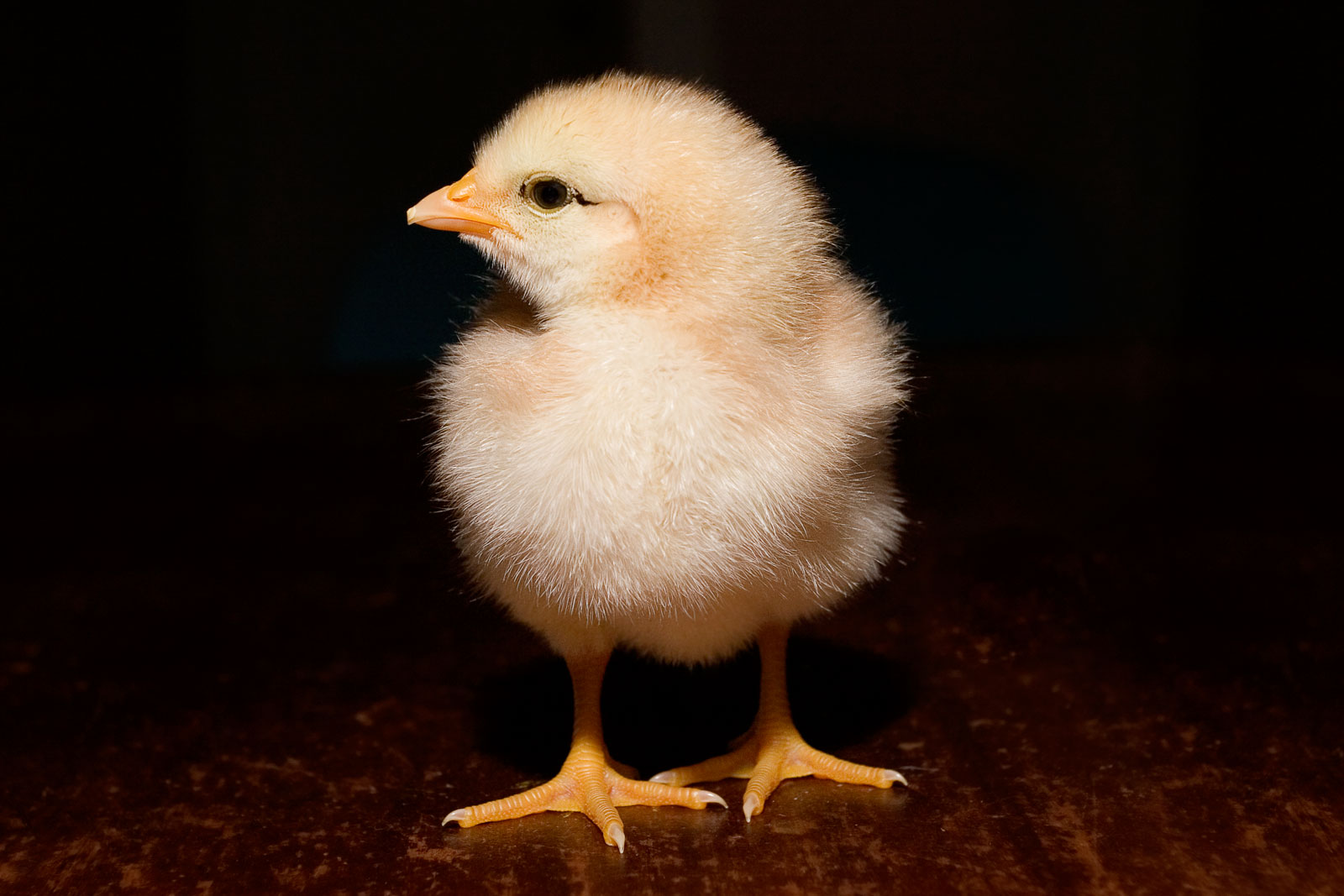
Pisklę jednodniowe (kura domowa)

Pisklę jednodniowe (także: jednodniówka) – w chowie drobiu: pisklę od wyklucia się do 24 godzin życia.
Według rozporządzeń uzupełniających Parlamentu Unii Europejskiej, pisklę jednodniowe, to każdy drób poniżej 72 godzin życia, jeszcze nie karmiony, dopuszcza się pojenie kaczek piżmowych. Pisklęta jednodniowe dopuszczone do obrotu (handlu) muszą wylęgać się z jaj wylęgowych spełniających wymogi sanitarne i nie mogą wzbudzać podejrzeń o chorobę.
Dla niektórych zastosowań piskląt przeprowadza się segregowanie piskląt według płci, zwane seksowaniem.